# 보리시파 홈
보리시파 홈(Borsippa Sulcus)는 목성의 위성인 가니메데에 있는 지역으로 홈 모양의 밝은 지형이다. 길이는 3,300km이다.